# Mihály Kincses
Mihály Kincses (né le 8 avril 1918 à Budapest en Autriche-Hongrie, aujourd'hui en Hongrie) est un joueur international et entraîneur de football hongrois.
Attaquant bon techniquement, il lui arriva de jouer au milieu de terrain avec la Juventus, sur l'aile droite ou en tant qu'offensif gauche. Il était donc connu pour sa polyvalence tactique.

## Biographie

### Club
Après avoir débuté dans son pays natal, il débarque en Italie à l'Atalanta avec son coéquipier Sándor Olajkár. Avec les bergamaschi, il dispute une seule saison en Serie A, inscrivant 9 buts.
Il est ensuite acheté par la Juventus lors de la saison 1946-1947 (pour qui il dispute son premier match le 14 septembre 1947 lors d'une victoire 3-1 contre Alexandrie en Serie A), avec laquelle il dispute 24 matchs et inscrit 5 buts. Avec la formation torinese, il reste au cours de cette saison le seul étranger de l'effectif. En 1948, il rejoint Bari puis Lucchese, toujours en Serie A. Avec les toscani la première année, il réalise 19 buts.
Après une expérience de deux ans à Salernitana, en Serie B. 
En 1954-1955, il entraîne le Cavese Calcio en Serie D.
Il continue ensuite sa carrière d'entraîneur, remportant un Torneo di Viareggio avec l'Atalanta et son équipe junior, découvrant des talents comme Angelo Domenghini, Giovanni Vavassori, Sergio Magistrelli, Giuseppe Doldi ou encore Adelio Moro.
Ensuite, il entraîna les secteurs jeunes de la Società Polisportiva Ars et Labor 1907, à l'époque du président turbulent Paolo Mazza, puis le Baracca Lugo en Serie D.
Véritable découvreur de talents, il resta un point de référence pour les clubs privilégiant les jeunes formés au club.

### Sélection
Il a joué en tout 17 matchs avec l'équipe de Hongrie, et a en tout inscrit 2 buts.